# Zatorze (Żary)
Zatorze – dzielnica miasta Żary, stanowiąca duży, około 40% obszar miasta, graniczący od północy ze Śródmieściem, na południu z Zielonym Lasem oraz na niewielkim odcinku z dzielnicą Kunice. Zatorze to dzielnica mocno zróżnicowana pod względem środowiskowym. Znajdują się tu zarówno duże osiedla mieszkaniowe, osiedla domów jednorodzinnych, jak i obszary dotknięte biedą oraz patologiami społecznymi.

## Historia dzielnicy

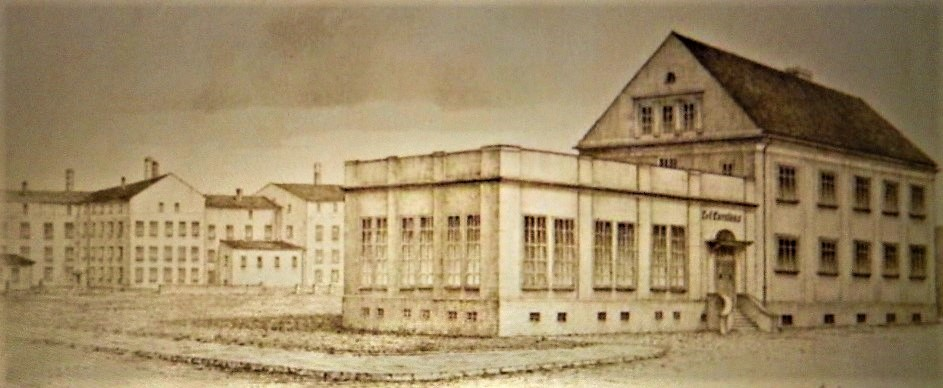
Fabryka porcelany Carstensa, 1930

Początki istnienia żarskiej dzielnicy Zatorze datuje się na lata 1870-1918, kiedy to po oddaniu do użytku we wrześniu 1846 roku pierwszej nitki linii kolejowej Wrocław – Berlin rozwój urbanistyczny miasta zaczął postępować w kierunku południowym. Do tego czasu rozwój miasta na południe i w kierunku północnym ograniczały rozległe domeny państwowe. W 1909 roku miasto wykupiło 667 hektarów domeny. Najpierw postanowiono zagospodarować 118 hektarowy obszar Dolnego Folwarku (dziś wschodnia część Zatorza), na którym po drugiej stronie torów powstało osiedle domów jednorodzinnych w ulicach: Querallee (ul. Akacjowa) i Brikenweg (ul. Brzozowa). Wytyczono także nową aleję w kierunku południowym – Rautenkranzallee (nazwa nawiązywała do historycznej nazwy tego miejsca; dziś jest to odcinek Alei Wojska Polskiego). Wybuch I wojny światowej przerwał dalsze plany zagospodarowania Dolnego Folwarku. Do tematu powrócono w 1919 roku.
Faktyczny rozwój urbanistyczny miasta na Zatorzu przypada dopiero w II połowie XIX wieku. Na terenach Zatorza powstaje monumentalna zabudowa mieszkalna. Buduje się okazałe wielkomiejskie kamienice wzdłuż obecnej ul. Okrzei (dawniej Priebuserstrasse), jak również ul. Górnośląskiej (dawniej Schmidtstrasse). Rangi ulicy Górnośląskiej dodaje budowa okazałej rezydencji landrata (starosty) u zbiegu tej ulicy i ul. Tunelowej.
Obszar Zatorza od początku był silnie zindustrializowany. Wzdłuż biegnącej przy torach Schmidtstrasse znajdowała się fabryka porcelany Carstensa, zakłady mechaniczne Wilhelma Heckela, tkalnia mechaniczna Bornmann & Thurm (dziś teren Poli-Eco).
Kwartał wytyczony ulicami Okrzei i Górnośląską zaczęto zagospodarowywać dopiero po I wojnie światowej. Wytyczono wtedy ulice, których patronami były osoby zasłużone dla miasta, głównie w dziedzinie gospodarki: Ehrlichstrasse (ul. K. K. Baczyńskiego), Uhsestrasse (ul. Zwycięzców), Hoffmanstrasse (ul. Katowicka), Hugo Kadestrasse (ul. Częstochowska), Kopsteinstrasse (ul. Głogowska), Trustedstrasse (ul. Męczenników Ośw.). Dalszą rozbudowę budownictwa mieszkaniowego w tej części dzielnicy ograniczały istniejące tu fabryki. 

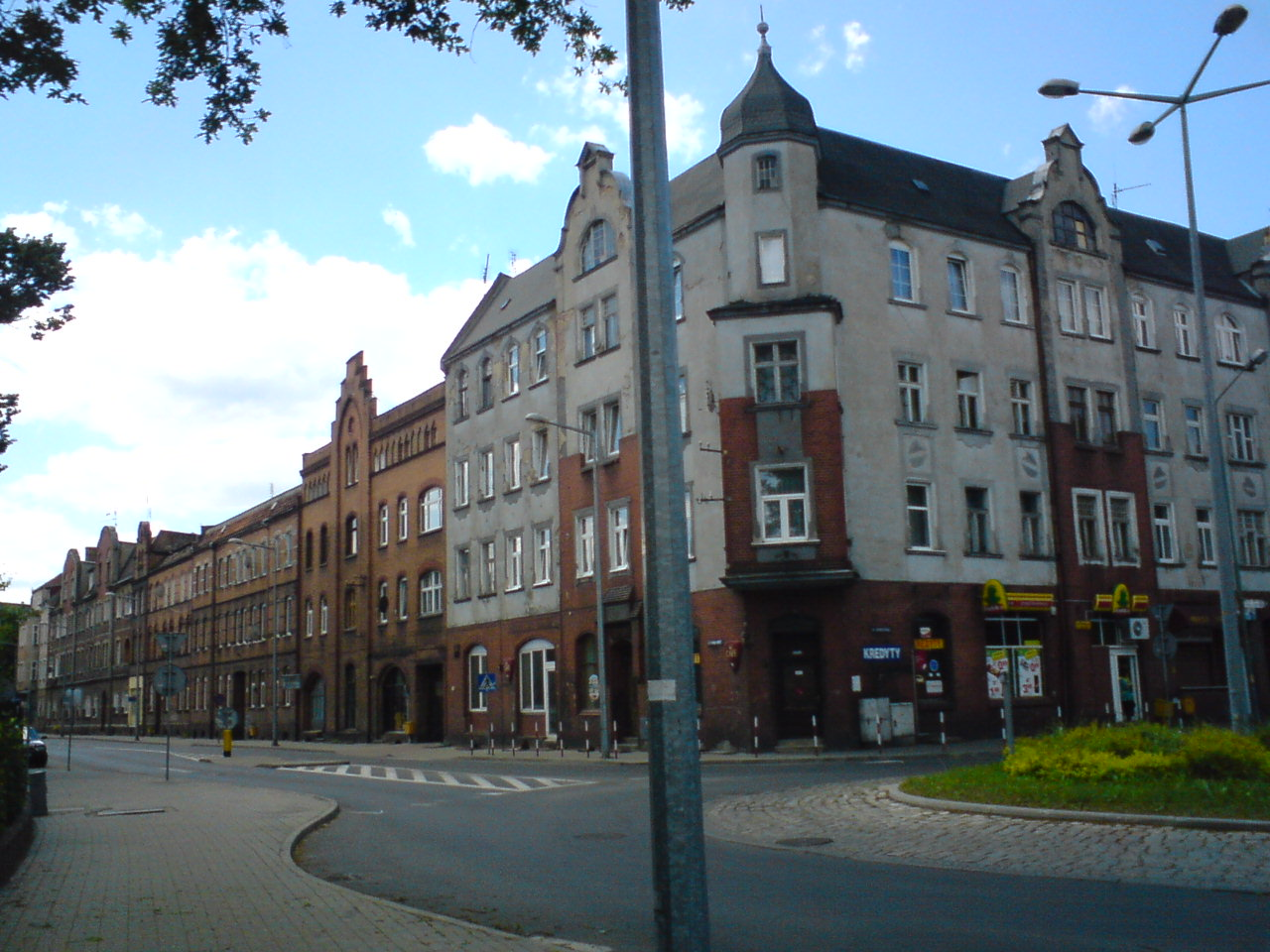
Żary-Zatorze. Kamienice przy ul. Stefana Okrzei

Równolegle do ul. Okrzei, do 1936 roku, funkcjonowała wieś o nazwie Seifersdorf z główną ulicą Dorfstrasse (dziś ul. Witosa). Obecnie obszar Seifersdorfu to tereny w południowo-zachodniej części dzielnicy, rozciągające się wzdłuż obecnych ulic: Witosa, Zgorzeleckiej, Komuny Paryskiej, Szkolnej, Młynarskiej i uliczek przyległych. Tereny tej wsi dopiero w 1937 roku włączono w obręb administracyjny miasta Żary. Przed wojną do dzisiejszego Zatorza (Seifersdorfu) biegły linie kolejki linowej transportującej węgiel brunatny z kopalni "August" oraz odkrywek na skraju Zielonego Lasu.
Tak więc zaczątkiem do dalszego rozwoju urbanizacyjnego dzielnicy były trzy ośrodki:
- kwartał ulic Okrzei i Górnośląska,
- Dolny Folwark,
- włączona do Żar wieś Seifersdorf.

Drugą wojnę światową dzielnica przetrwała bez większych zniszczeń, a jej rozwój urbanistyczny, demograficzny i gospodarczy przypada na okres powojenny (lata 1946-1990) i trwa do dziś. Obecnie miasto przygotowuje nowe plany zagospodarowania przestrzennego dzielnicy, wyznacza tereny pod budownictwo mieszkaniowe jednorodzinne jak i wielorodzinne, jak również szykuje nowe tereny pod inwestycje przemysłowe.
Spośród zachowanych zabytków dzielnicy na uwagę zasługują wspomniane już wielkomiejskie kamienice z początku XIX wieku przy ulicach Okrzei i Górnośląskiej oraz Kościół Ewangelicko-Augsburski przy ul. św. Brata Alberta.

## Infrastruktura Zatorza
Dzielnica jest atrakcyjnym miejscem dla inwestorów z uwagi na: 
- swoje przygraniczne położenie (bliskość granicy polsko-niemieckiej),
- tereny inwestycyjne przy ulicy Serbskiej i Fabrycznej (w sumie około 14 hektarów),
- przebiegającą obwodnicę miejską (tzw. trasa XXX-lecia), co ułatwia łączność komunikacyjną z innymi częściami miasta oraz z całym regionem,
- pobliską autostradę A18 (E36).

W obręb dzielnicy zaliczyć można także tereny przemysłowe przy ul. Serbskiej, na których między innymi mieści się firma SWISS KRONO. Dzielnica dysponuje także bardzo atrakcyjnymi terenami pod zabudowę mieszkaniową jednorodzinną w okolicach ulicy Leśnej, w pobliżu pięknego Zielonego Lasu. 

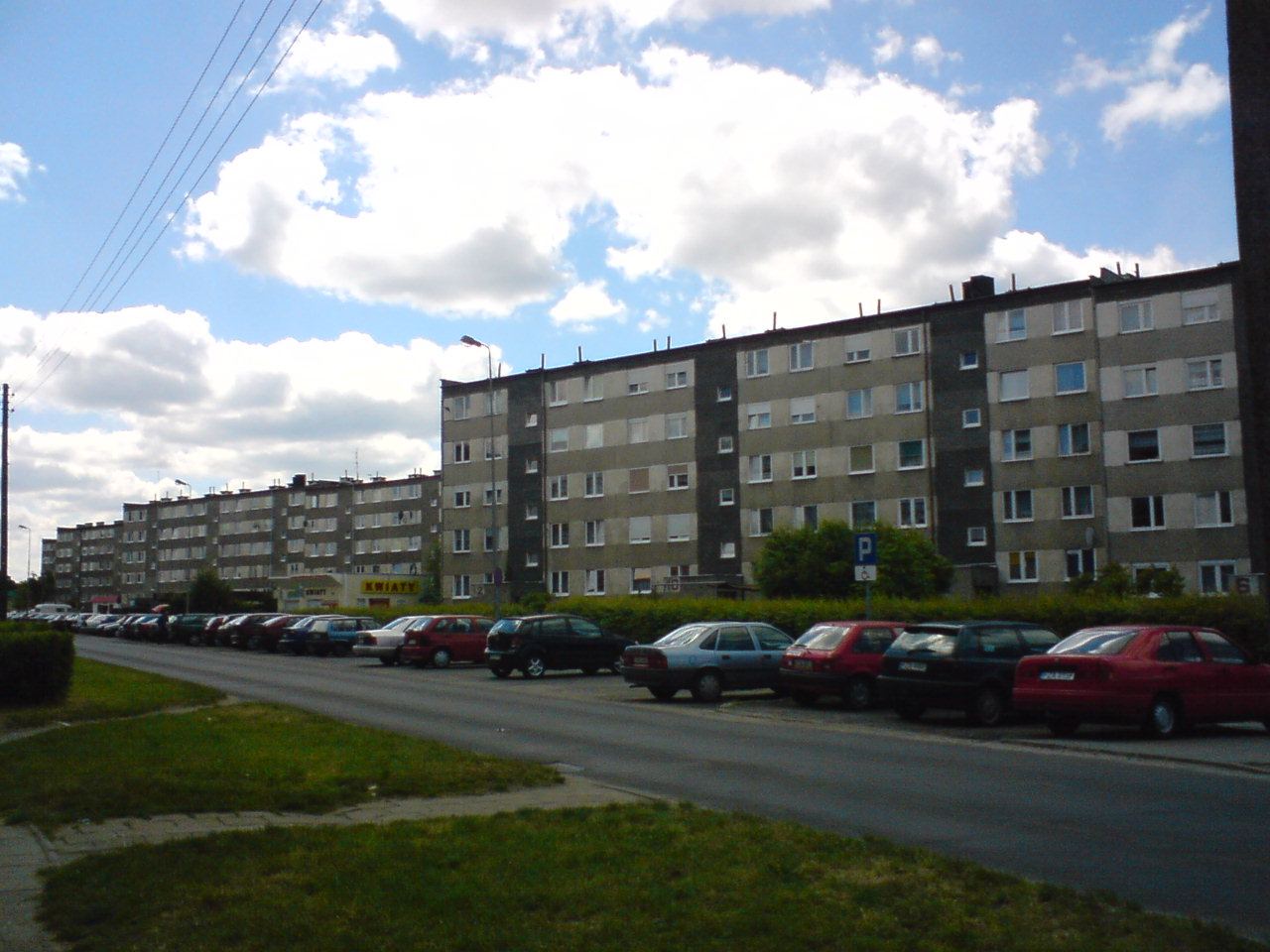
Osiedle Na Zatorzu. Ulica Męczenników Oświęcimskich

Na terenie Zatorza znajdują się dwa duże osiedla mieszkalne: Osiedle Na Zatorzu oraz Osiedle Sportowa. W sąsiedztwie Osiedla Sportowa przy ul. Smoczyka powstało również niewielkie Osiedle Zielona Enklawa. Od kilku lat trwa również budowa kanalizacji sanitarnej i deszczowej całej dzielnicy.
Głównymi ulicami dzielnicy są:
- Tunelowa,
- Stefana Okrzei,
- Zgorzelecka,
- Serbska,
- Katowicka,
- Męczenników Oświęcimskich,
- Wincentego Witosa,
- Aleja Wojska Polskiego.

## Firmy i przedsiębiorstwa
- SWISS KRONO (producent płyt wiórowych OSB, płyt paździerzowych oraz paneli, blatów i wyrobów drewnianych),
- SPOMASZ S.A. (producent konstrukcji stalowych i maszyn rolniczych),
- HART-SM (producent szkła hartowanego dla AGD oraz kabin prysznicowych),
- POLI-ECO (producent listew plastikowych, stolarki plastikowej, aluminiowej i drewnianej),
- ALPODACH Sp. z o. o. (systemy rynnowe, akcesoria dachowe, obróbki blacharskie),
- APO-Tessile (producent tkanin i dzianin dla branży meblowej i dostawca do sektora samochodowego),
- KOBRA (producent czyściwa przemysłowego i odzieży używanej roboczej),
- MAGOtrans Górka & Rubaszewski Sp.J. (producent wyrobów ze stali kwasoodpornej i aluminium),
- oraz wiele innych mniejszych firm i przedsiębiorstw.

## Edukacja
- Miejskie Przedszkole nr 8 ul. Górnośląska 28,
- Miejskie Przedszkole nr 10 ul. Okrzei 15,
- Szkoła Podstawowa nr 2 ul. Gabrieli Zapolskiej 16,
- Szkoła Podstawowa nr 5 ul. Częstochowska 15 i ul. Okrzei 19 (klasy 4–8 i oddziały gimnazjalne),
- LO-Zespół Szkół ul. Górnośląska 2/3,
- Zespół Szkół Rolniczych ul. Górnośląska 26,
- Zespół Szkół Budowlanych ul. Górnośląska 2,

## Ważniejsze instytucje i obiekty dzielnicy
- Klub Sportowy "Promień" ul. Zwycięzców 38,
- Stadion "Syrena" ul. Leśna 34,
- Kąpielisko "Leśna" ul. Leśna 1,
- Żarski Dom Kultury-sala widowiskowa "Luna" ul. Okrzei 35,
- Prokuratura Rejonowa ul. Górnośląska 17,
- Komenda Powiatowa Państwowej Straży Pożarnej ul. Serbska 58,
- Przychodnia "Medyk" S.C. ul. Okrzei 9.